# Erich Deuser
Erich Deuser (ur. 2 lipca 1910, zm. 29 czerwca 1993) – fizykoterapeuta niemiecki, pierwszy masażysta usunięty z boiska piłkarskiego w czasie finałów mistrzostw świata.
Pracował jako masażysta w klubie piłkarskim Fortuna Düsseldorf. W 1951 został zaproszony przez Seppa Herbergera do pracy z niemieckim zespołem narodowym. Towarzyszył piłkarzom niemieckim na ośmiu kolejnych turniejach finałowych mistrzostw świata (1954–1982) oraz regularnie na igrzyskach olimpijskich (od igrzysk w Helsinkach 1952). Przeszedł na emeryturę w 1982.
Był autorem publikacji poświęconych kontuzjom sportowym i masażowi, m.in. Schnell wieder fit. Das Deuser-Buch für gesunde und verletzte Sportler (1978). Opracował nowe metody treningowe i terapeutyczne, był twórcą tzw. opaski Deusera, wspomagającej budowę mięśni. Jego imię nadano jednej z ulic w Kolonii.
Przeszedł do historii piłki nożnej także dzięki nietypowemu wydarzeniu w finałach mistrzostw świata w Meksyku w 1970. 10 czerwca 1970 w Leon mecz w ramach grupy D rozgrywały reprezentacje Niemiec i Peru. W pewnej chwili Deuser, nie czekając na zgodę sędziego, wbiegł na boisko, by udzielić pomocy kontuzjowanemu piłkarzowi. Sędzia, Meksykanin Abel Aguilar Elizalde, pokazał mu za to czerwoną kartkę. Była to pierwsza taka kara wymierzona masażyście w historii mistrzostw piłkarskich, ale trzeba zaznaczyć, że czerwone i żółte kartki wprowadzono dopiero właśnie na turnieju w Meksyku. Mecz zakończył się zwycięstwem reprezentacji Niemiec 3:1. Niemcy wygrali swoją grupę, a później awansowali do półfinału i ostatecznie zajęli w turnieju trzecie miejsce.